# 中村正義 (日本画家)
中村 正義（なかむら まさよし、1924年〈大正13年〉5月13日 - 1977年〈昭和52年〉4月16日）は、日本画家。戦後の日本画壇において異端的な作品を数々発表し、「日本画壇の風雲児」と呼ばれた。

## 概要
1924年5月13日、愛知県豊橋市の蒟蒻屋「織久」の四人の娘のあとの一人息子として生まれる。子供のころから病弱であり、1941年には肺結核を患い豊橋市立商業学校を中退している。
1946年　日本画壇の重鎮・中村岳陵の画塾に入門し、22歳で日展に初入選。たちまち頭角をあらわす。速水御舟の再来とも言われ将来を嘱望されたが、その後モディリアーニやデュビュッフェ、さらにポップアートなどを自分流に咀嚼した破天荒な画風に転じ、日展を脱退、師の元も離れる。日本画壇から激しいバッシングを受け、外の世界に仕事を求めた結果、映画用の注文作品や、雑誌の表紙や、リアリズム風の絵も手がけた。
1977年4月16日、肺癌による呼吸不全のため神奈川県川崎市の聖マリアンナ医科大学病院にて死去。52歳。死後、娘の中村倫子が家を美術館として公開している（「中村正義の美術館」）。

## 年譜
- 1924年 - 5月13日、愛知県豊橋市花田町（のちの大橋通三丁目）に生まれる[3]。生家は蒟蒻工場を営んでいた。
- 1940年 - 病気により豊橋市立商業学校を中退。
- 1946年 - 中村岳陵に師事、日展初入選。
- 1950年 - 第6回日展に「谿泉」（豊橋市美術博物館蔵）を出品、特選となる。 1952年にも「女人」で特選を受賞する。その後肺結核療養のため1957年まで制作を中断する。
- 1960年 - 第3回新日展の審査員となる。
- 1961年 - 神奈川県川崎市細山に転居。日展を脱退する。
- 1963年 - 個展「男と女」（上野松坂屋・名古屋丸栄）を開催。従来の画風から一変した前衛的かつポップな作品30点を発表する。
- 1964年 - 映画『怪談』（小林正樹監督）のため「源平海戦絵巻」5部作（国立近代美術館蔵）を制作。
- 1966年 - 個展「顔の自伝」（日本画廊）開催。
- 1967年 - 直腸癌の手術を受ける。
- 1969年 - 個展「太陽と月のシリーズ」（銀座三越）開催。
- 1970年 - 写楽研究の成果「写楽」（ノーベル書房）を出版。東京造形大学の日本画教師となる。
- 1974年 - 人人会を結成。第1回人人展（日本橋三越）開催。
- 1975年 - 東京展実行委員会事務局長として展覧会開催に奔走。第1回東京展（東京都美術館）を実現させ、「おそれ」を出品。
- 1977年 - 4月16日、肺癌のため死去。享年52。

- 1980年 - NHK『日曜美術館』「私と中村正義」放映。「異端の天才画家 中村正義」展（豊橋市美術博物館）開催。『中村正義画集』（講談社）刊行。
- 1983年 - 「反骨・奔走の偉材 中村正義」展（神奈川県立近代美術館）開催。
- 1988年 - 「中村正義の美術館」公開。
- 1993年 - NHK『日曜美術館』「現代日本画の出発 中村正義」放映。
- 1997年 - 「没後20年-中村正義」展（豊橋市美術博物館、川崎市市民ミュージアム、新潟市美術館）開催。
- 1998年 - 「中村正義の美術館」開館10周年記念として『創造は醜なり』（美術出版社）刊行。
- 1999年 - NHK『新日曜美術館』「拝啓中村正義さま」放映。
- 2005年 - テレビ東京『美の巨人たち』「100枚の自画像」放映。
- 2011年 - 所在不明になっていた作品を含めた230点の作品による「中村正義 日本画壇の風雲児、新たなる全貌展」（名古屋市美術館）開催。
- 2012年 - 「中村正義 日本画壇の風雲児、新たなる全貌展」が東京都の練馬区立美術館に巡回。「中村正義展」（豊川市桜ヶ丘ミュージアム）開催[4]。
- 2013年1月5日 - ドキュメンタリー映画『父をめぐる旅 異才の日本画家・中村正義の生涯』公開。監督：武重邦夫、近藤正典。
- 2025年3月16日 - NHK『日曜美術館』「破壊と創造 中村正義・異端の素顔」放映[5]。